# Henri Louis Duhamel du Monceau

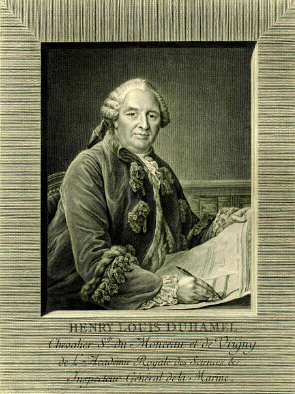
Henri Louis Duhamel du Monceau

Henri Louis Duhamel du Monceau (Parijs, 20 juli 1700 - aldaar, 22 augustus 1782) was een erudiet Franse wetenschapper, die carrière maakte in de Franse marine.
Hij studeerde rechten van 1718 tot 1721, maar had ook een passie voor botanie en meteorologie. Als jonge wetenschapper vond hij een oplossing voor een plantenziekte die de saffraanplant bedreigde. Ook vond hij hulpmiddelen uit voor onder meer de visserij, waardoor de vangstopbrengst verhoogd werd.
Naar aanleiding van zijn publicatie over de saffraanziekte, kreeg hij toegang tot de Académie des Sciences, die hem vervolgens het onderzoek toevertrouwde naar duurzaamheid van het hout dat in de scheepsbouw werd gebruikt. Hij werkte daarin samen met Georges Louis Leclerc de Buffon. Hij beschuldigde later Buffon van plagiaat na de publicatie van diens geschrift over dit onderwerp. Na dit werk werd hij 1738 lid van de Academie en publiceerde hij vervolgens meer dan 60 essays over scheepsbouw, landbouw en handel. Daarnaast verrichtte hij wetenschappelijk onderzoek naar ijzer (hetgeen heeft bijgedragen aan het ontstaan van de metallografie) en elektriciteit.
Op 39-jarige leeftijd werd hij inspecteur voor de Franse marine. Twee jaar later stichtte hij de marineschool in het Louvre in Parijs. In 1759 stichtte hij een landbouwschool.
Zijn passie voor het weer is nog steeds zichtbaar in zijn voormalige huis in Denainvilliers (Loiret, vlak bij de stad Pithiviers). De monumentale boerderij bezit vier zonnewijzers (de zonnestanden zijn geschilderd op muren en trappen) en de oudste nog werkende thermometer van Frankrijk. Zijn gedurende vele decennia opgetekende weerkundige waarnemingen zijn in zijn werkkamer aanwezig.
Ook heeft Duhamel op dit landgoed een molen gebouwd om graan door droging te conserveren. Bijzonder is dat deze molen een horizontale opstelling kent, waarbij verticale schoepen op een rad de windstroom genereren die het graan drogen.

## Publicaties
- Ingekleurde prent uit een editie (Etienne Michel) van Traité des arbres et arbustes que l'on cultive en France van Duhamel du Monceau uit 1806. Gedrukt in Parijs en bewaard in de Openbare Bibliotheek Brugge.1747: l’Art de la Corderie

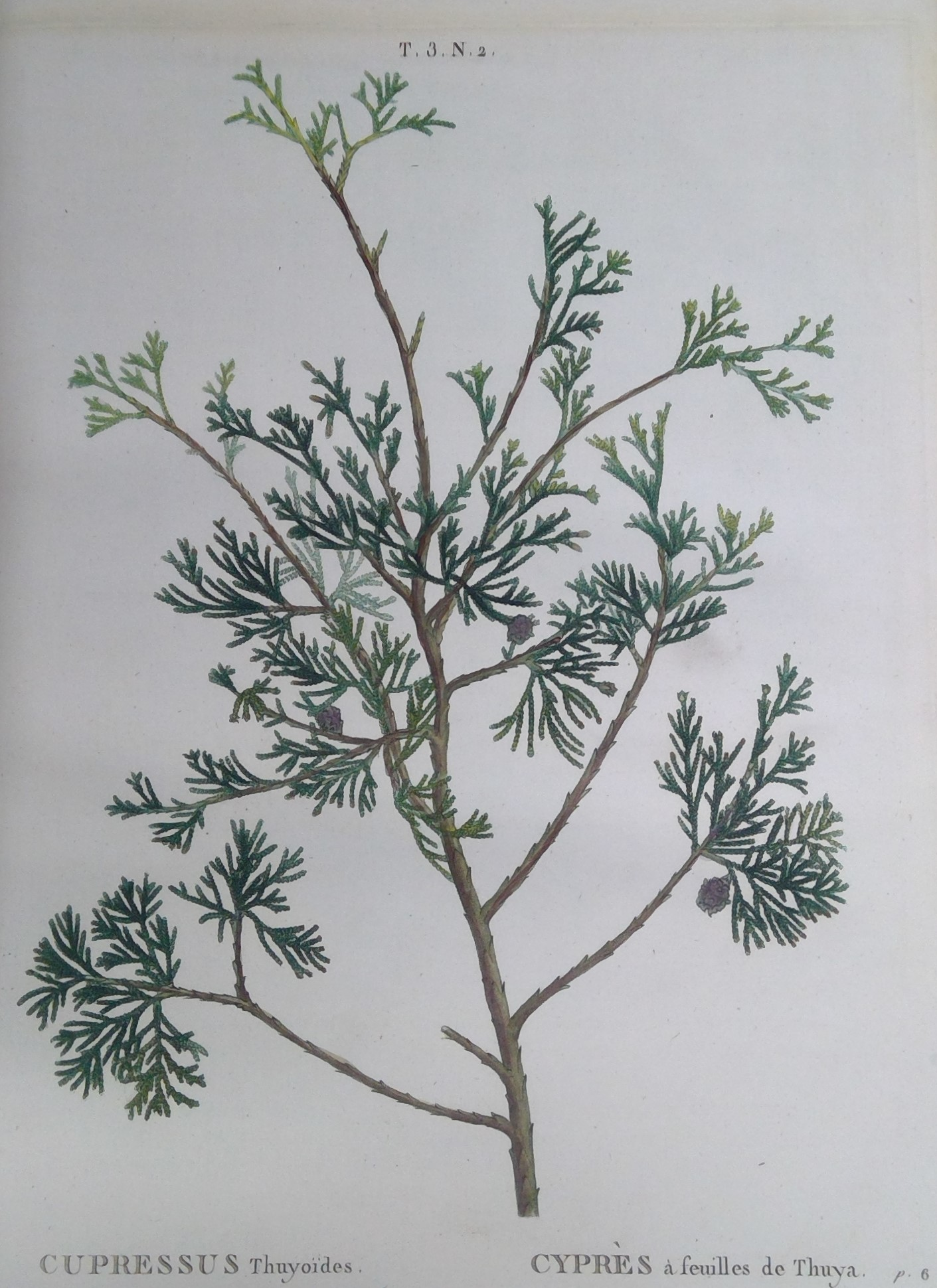
Ingekleurde prent uit een editie (Etienne Michel) van Traité des arbres et arbustes que l'on cultive en France van Duhamel du Monceau uit 1806. Gedrukt in Parijs en bewaard in de Openbare Bibliotheek Brugge.

- 1752: Eléments d’Architecture Navale
- 1759: Moyens de conserver la santé aux équipages (in 1759 het Nederlands door Otho van Thol & Gerrit de Groot uitgebracht onder de titel Grondbeginselen van den Scheepsbouw)
- 1760: Des semis et plantations des arbres et de leur culture.
- 1764: De l'exploitation des bois (seconde partie)
- 1767: Du transport des bois
- 1768: Traité des arbres fruitiers
- 1769: Traité général des pêches
- 1769: Art de rafiner le sucre